# Umdrehung
Umdrehung meint eine Drehbewegung (→ Rotation) im Zusammenhang mit der Angabe einer Anzahl. Bei der Angabe beispielsweise „5 Umdrehungen“ hat der Begriff Umdrehung die Bedeutung einer Hilfsmaßeinheit – vergleichbar z. B. mit einer Zeitangabe „5 Sekunden“, bei der die Sekunde die Bedeutung einer Maßeinheit hat.
Eine Umdrehung als Zählmaß ist äquivalent zu einem Vollwinkel als Winkelmaß.
Die Anzahl der Umdrehungen pro Zeit bezeichnet man als Drehzahl oder Umdrehungsfrequenz. Meist werden die gezählten Umdrehungen in der Einheit pro Minute (min−1) angegeben und die im Englischen übliche Bezeichnung rpm (revolutions per minute) benutzt oder UpM (Umdrehungen pro Minute). Man kann eine solche Umlauffrequenz allerdings auch in Hertz (Hz) angeben.